# Conceição (Tavira)
Conceição is een plaats (freguesia) in de Portugese gemeente Tavira en telt 1446 inwoners (2001).